# Annette Wiklund
Annette Wiklund ( n. 1953 ) es una profesora, y botánica sueca.

## Algunas publicaciones
- annette Wiklund. 1989. A study of the morphological variability in Cynara humilis L. and Cynara hystrix Ball (Aseraceae-Cardueae). Lazaroa 11: 19-27 en línea

- --------------------------. 1985. The genus Asteriscus (Asteraceae-Inuleae). Nord. J. Bot. 5: 299-314

- --------------------------. 1983. Ighermia' a New Genus of the 'Asteraceae'-'Inuleae. 4 pp.

### Libros
- annette Wiklund. 1983. Some genera in the Inula-Group (Asteraceae-Inuleae): 1. 158 pp.

- La abreviatura «Wiklund» se emplea para indicar a Annette Wiklund como autoridad en la descripción y clasificación científica de los vegetales.[2]